# Pilocrocis fulvicolor
Pilocrocis fulvicolor là một loài bướm đêm trong họ Crambidae.